# سن-کله، کبک
سن-کله (به فرانسوی: Saint-Clet) شهری در منطقه شهری وودروی-سولانژ ناحیه مونترژی در استان کبک کانادا است. در سرشماری سال ۲۰۱۱ این شهر ۱٬۶۶۳ نفر جمعیت داشته‌است و مساحت آن ۳۸٫۶۱ کیلومتر مربع است.